# Middleville (Míchigan)
Middleville es una villa ubicada en el condado de Barry en el estado estadounidense de Míchigan. En el Censo de 2010 tenía una población de 3319 habitantes y una densidad poblacional de 0,53 personas por km².

## Geografía
Middleville se encuentra ubicada en las coordenadas 42°42′58″N 85°28′7″O / 42.71611, -85.46861. Según la Oficina del Censo de los Estados Unidos, Middleville tiene una superficie total de 6218.56 km², de la cual 5910.32 km² corresponden a tierra firme y (4.96%) 308.21 km² es agua.

## Demografía
Según el censo de 2010, había 3319 personas residiendo en Middleville. La densidad de población era de 0,53 hab./km². De los 3319 habitantes, Middleville estaba compuesto por el 95.27% blancos, el 0.18% eran afroamericanos, el 0.72% eran amerindios, el 0.66% eran asiáticos, el 0% eran isleños del Pacífico, el 1.11% eran de otras razas y el 2.05% pertenecían a dos o más razas. Del total de la población el 4.43% eran hispanos o latinos de cualquier raza.